# Scelotes bidigittatus
Scelotes bidigittatus là một loài thằn lằn trong họ Scincidae. Loài này được Fitzsimons mô tả khoa học đầu tiên năm 1930.